# Boubacar Barry
Boubacar "Copa" Barry, född 30 december 1979 i Abidjan, Elfenbenskusten, är en ivoriansk före detta fotbollsspelare som mellan 2007 och 2017 spelade för den belgiska klubben KSC Lokeren och Elfenbenskustens fotbollslandslag.